# Krikor-Okosdinos Coussa
Krikor-Okosdinos Coussa (ur. 17 czerwca 1953 w Aleppo) – duchowny ormiańskokatolicki, od 2004 biskup Aleksandrii.

## Życiorys
Święcenia kapłańskie przyjął 24 grudnia 1980. Jako kapłan archieparchii Aleppo pracował m.in. w miejscowej katedrze, sądzie eparchialnym, a także (w charakterze kapelana) w Konfraterni Synów Maryi.
Na początku września 2003 Synod Kościoła ormiańskokatolickiego wybrał go na eparchę Aleksandrii (wybór potwierdził 7 stycznia 2004 papież Jan Paweł II). Sakry udzielił mu ówczesny patriarcha Cylicji, Nerses Bedros XIX. W latach 2015–2019 pełnił także funkcję patriarszego egzarchy Jerozolimy i Ammanu.